# ニュー・ストレーツ・タイムズ
ニュー・ストレーツ・タイムズ (英語:  New Straits Times) は、マレーシアで発行されている英字新聞。現在も発行されているマレーシアでもっとも古い新聞である。同紙は、1845年にザ・ストレーツ・タイムズとして創刊されたが、1974年にニュー・ストレーツ・タイムズとして再創刊された。同紙は、マレーシアでは唯一ブランケット判を採用している英字紙であった。しかしながら、イギリスの新聞であるタイムズやインデペンデントの例にならい、タブロイド版が2004年9月1日に初めて発行され、翌2005年4月18日からは160年慣れ親しんだブランケット判をやめてタブロイド判のみの発行となった。同紙の価格は、現在1.20リンギットである。
同紙はニュー・ストレーツ・タイムズ・プレス社から発行されているが、同社は2008年1月1日まで英字夕刊紙のマレー・メールを発行していた。また同様にマレー語紙であるブリタ・ハリアンも発行している。ニュー・ストレーツ・タイムズは、メディア・プリマ社のグループ企業の一つである。
2009年1月1日現在のニュー・ストレーツ・タイムズにおいては、グループ・エディターはSyed Nadzri Syed Harun、副グループ・エディターはKamrul Idris Zulkifli、エグゼクティブ・エディターはニュース部門がLee Ah Chai、プロダクション部門がChandra SegaranとLim Thow Boonである。
2011年11月11日、印刷版とオンライン版において3D印刷が導入された。また2012年2月21日、同紙は史上初の「しゃべる新聞」として、ダッチ・レディー社のFrisoブランド商品について音声での宣伝を行った。その後、2013年にはAxiataの広告を、2014年1月にはワンダ・コーヒーの"五感を通じて"という5日間連続の広告を、同じく音声付きで行った。

## 起源
同紙は、もともとザ・ストレーツ・タイムズとして1845年に創刊され、当時のイギリス領マラヤとシンガポール全域を対象としていた。この状態は、シンガポールがマラヤ連邦ともにマレーシア連邦を結成する1963年まで続いた。しかし1965年、シンガポールが連邦から離脱すると、ザ・ストレーツ・タイムズもこれに合わせて別々の新聞として発行されることになった。すなわち、マレーシアを拠点とするザ・ストレーツ・タイムズ・マレーシアが創刊され、シンガポールでは引き続きザ・ストレーツ・タイムズが発行された。
1972年、当時の同紙のオーナーであったザ・ストレーツ・タイムズ・プレス (マレーシア) 社は、国内最大の英字新聞を発行する、マレーシア人が主要株主である会社の設立を目指してニュー・ストレーツ・タイムズ・プレス (マレーシア) 社を創業した。1972年9月17日、ストレーツ・タイムズ・グループの社長と、アブドゥル・ラザク首相の意向受けたトゥンク・ラザレイ・ハムザ (後の財務相) の間で、ニュー・ストレーツ・タイムズ・プレス (マレーシア) 社の株式の80%はマレーシア人の利益のために用いることで合意に至った。

## 別刷り
本紙とともに、下記の別刷りが同包されている。
- Tech&U
- Travel Times
- Business Times
- Emedia
- Life & Times
- Niexter

## 政治的支配と論争
政治的にセンシティブな問題に関連するため、マレーシアの新聞はシンガポールでの販売不可能となっており、したがってニュー・ストレーツ・タイムズはシンガポールで販売されていない。逆に、シンガポールのザ・ストレーツ・タイムズは、マレーシアで販売されていない。このような禁止措置は、1969年のマレーシアの総選挙前の5月1日に導入された。
2012年、オーストラリア連邦議会の無所属上院議員であるニック・ゼノフォンは、マレーシアへの現地調査を行った際、クアラルンプールでのBersih 3.0 デモに参加した。その後、同年5月2日に同紙はロイ・シー・ウェイ・ジー (Roy See Wei Zhi) による「監視下のオブザーバー」と題する記事を掲載した。同記事は、ゼノフォンによる2009年のスピーチを引用するとともに、表面的はマレー人イスラーム教徒と、マレーシアの野党指導者アンワル・イブラヒムとの仲が良く知られたゼノフォンとを対比させることで、そのスピーチがイスラームを批判するものだとした。しかし実際には、そのスピーチはサイエントロジーを批判するものであり、上院議会の議事録にもそのように記録されている。ゼノフォンは、中傷したことに対してニュー・ストレーツ・タイムズを告訴すると迫り、同紙は攻撃的であったこの記事をウェブサイトから削除した。
この失態は、マレーシアとオーストラリアの両国においてメディアを過熱させたが、ニュー・ストレーツ・タイムズをはじめとするマレーシアのほとんどの主要メディアが与党連合である国民戦線のプロパガンダに終始して、国民意識を大いに増強した。2012年5月4日、ゼノフォンは同紙の謝罪にもかかわらず告訴することを確認している。

## 漫画
マレーシア人の漫画家であるラットが、長らく同紙で活躍、時事問題を扱う漫画 Scenes of Malaysian Life を出版している。

## 2011年の再デザインと新しいロゴ
2011年、同紙は発行人欄、印刷の体裁、コンテンツ、ロゴの再デザインを実施した。新しい形式での初版は、2011年11月11日に印刷された。